# 伊達村泰
伊達 村泰（だて むらやす）は、江戸時代前期から中期にかけての武士。岩出山伊達家4代当主。

## 略歴
天和2年（1682年）、伊達宗元の五男として誕生。元禄12年（1693年）、12歳で母方の叔父である岩出山伊達氏3代伊達敏親の養子となる。
宝永6年（1709年）養父敏親が隠居したため、家督を相続する。
享保16年（1731年）4月20日死去。享年50。

## 人物
学問所有備館に学者の佐久間洞巖を招聘した。また正室を冷泉家から迎えた関係で、京に滞在中に竹細工を見かけ、職人を岩出山に呼び寄せて、藩士に竹細工の制作技術を学ばせた。

## 系譜
- 父：伊達宗元（1642-1712）
- 母：鶴松 - 伊達宗敏の長女
- 養父：伊達敏親（1652-1721）
- 室：伊与 - 冷泉為綱の娘
  - 長男：伊達村緝（1707-1736）
  - 次男：伊達村敏（1713-1754） - 川崎伊達氏初代・伊達村詮の養子